# Oxacis plumbea
Oxacis plumbea är en skalbaggsart som beskrevs av Champion 1890. Oxacis plumbea ingår i släktet Oxacis och familjen blombaggar. Inga underarter finns listade i Catalogue of Life.